# Greenback (Oregon)
Greenback az Amerikai Egyesült Államok északnyugati részén, Oregon állam Josephine megyéjében elhelyezkedő kísértetváros.

## Története
Nevét az egykori Greenback arany- és kvarcbányáról kapta. A Len Browning és Edward Hanum által 1897-ben létesített bányát 1902-ben eladták a települést megalapító William Brevoot bankárnak. Az 1902 augusztusa és 1908 júniusa között működő posta első vezetője Carey W. Thompson (más források szerint Newell Inman) volt.

## Fordítás
- Ez a szócikk részben vagy egészben  a   Greenback, Oregon című angol Wikipédia-szócikk ezen változatának fordításán alapul.  Az eredeti cikk szerkesztőit annak laptörténete sorolja fel. Ez a jelzés csupán a megfogalmazás eredetét és a szerzői jogokat jelzi, nem szolgál a cikkben szereplő információk forrásmegjelöléseként.